# Třída CA
Třída CA byla třída miniponorek italského královského námořnictva vyvinutých pro diverzní operace speciálních sil za druhé světové války. Byly to první italské miniponorky postavené od konce první světové války. Celkem byly postaveny čtyři jednotky této třídy. První pár byl ve službě od roku 1938 a druhý od roku 1943. Během služby se jejich účel změnil na provádění speciálních operací. Italské námořnictvo je plánovalo nasadit proti plavidlům kotvícím v New Yorku. Po italské kapitulaci byla akce zrušena. Všechny miniponorky byly za války potopeny.

## Stavba
Italská společnost Caproni na konci třicátých let z vlastní iniciativy zahájila vývoj miniponorek, jejichž hlavními úkoly měla být obrana přístavů a pobřežní ofenzivní akce proti nepřátelským plavidlům. Italské námořnictvo objednalo dva čluny (CA1 a CA2), které byly na vodu spuštěny v letech 1937–1938. Do služby vstoupily v dubnu 1938. Zkoušky prokázaly nevhodnost miniponorek pro ofenzivní akce. Miniponorky byly uskladněny a společnost Caproni využila skušenosti ze zkoušek při vývoji výkonnějších a větších miniponorek třídy CB. V průběhu války byly čluny CA1 a CA2 reaktivovány a upraveny pro speciální operace. Zároveň byly objednány ještě dva čluny druhé série (CA3 a CA4), od počátku postavené pro diverzní operace. Na vodu byly spuštěny v letech 1942–1943. Do služby vstoupily v lednu 1943.
Jednotky třídy CA:
| Jméno | Série | Spuštěna  | Vstup do služby | Status                                                                                                   |
| ----- | ----- | --------- | --------------- | --- |
| CA1   | I.    | 1937–1938 | duben 1938      | Dne 9. září 1943 potopena v La Spezii.                                                                   |
| CA2   | I.    | 1937–1938 | duben 1938      | Dne 9. září 1943 zajata Němci v La Spezii. Roku 1944 potopena v Bordeaux. Vyzvednuta 1949 a sešrotována. |
| CA3   | II.   | 1942–1943 | leden 1943      | Dne 9. září 1943 potopena v La Spezii.                                                                   |
| CA4   | II.   | 1942–1943 | leden 1943      | Dne 9. září 1943 potopena v La Spezii.                                                                   |

## Konstrukce

### První série (CA1, CA2)
Posádku tvořili dva žabí muži. Výzbroj tvořily dvě externě lafetovaná 450mm torpéda. Pohonný systém tvořil jeden diesel MAN o výkonu 60 shp a jeden elektromotor Marelli o výkonu 25 hp, pohánějící jeden lodní šroub. Nejvyšší rychlost dosahovala 6,25 uzlu na hladině a pět uzlů pod hladinou. Dosah byl 700 námořních mil při čtyřech uzlech na hladině a 57 námořních mil při 3 uzlech pod hladinou. Ponořit se mohly do hloubky 55 metrů.

#### Modifikace
Miniponorky CA1 a CA2 byly v letech 1941–1942 upraveny dle požadavků zvláštní jednotky Decima MAS. Odstraněna byla věž ponorky s periskopem, torpédomety i dieselový motor. V místě věže byla instalována přechodová komora pro žabí muže, přístupná poklopy nad i pod trupem. To mimo jiné posádce umožňovalo vstup do miniponorky přímo z paluby mateřské ponorky. Novou výzbroj tvořilo osm 100kg výbušných náloží. Posádka se rozšířila o třetího člena. Výtlak se zmenšil na 11,8 tun na hladině a 13,8 tun pod hladinou.

### Druhá série (CA3, CA4)
Plavidlo bylo mírně větší. Posádka byla tříčlenná. Upravené bylo složení výzbroje. Čluny nenesly žádná torpéda, ale dvacet 2kg přísavných náloží, které na cíl připeňovali žabí muži. Pohonný systém tvořil jeden elektromotor Marelli o výkonu 25 hp, pohánějící jeden lodní šroub. Nejvyšší rychlost dosahovala sedm uzlů na hladině a šest uzlů pod hladinou.

## Služba

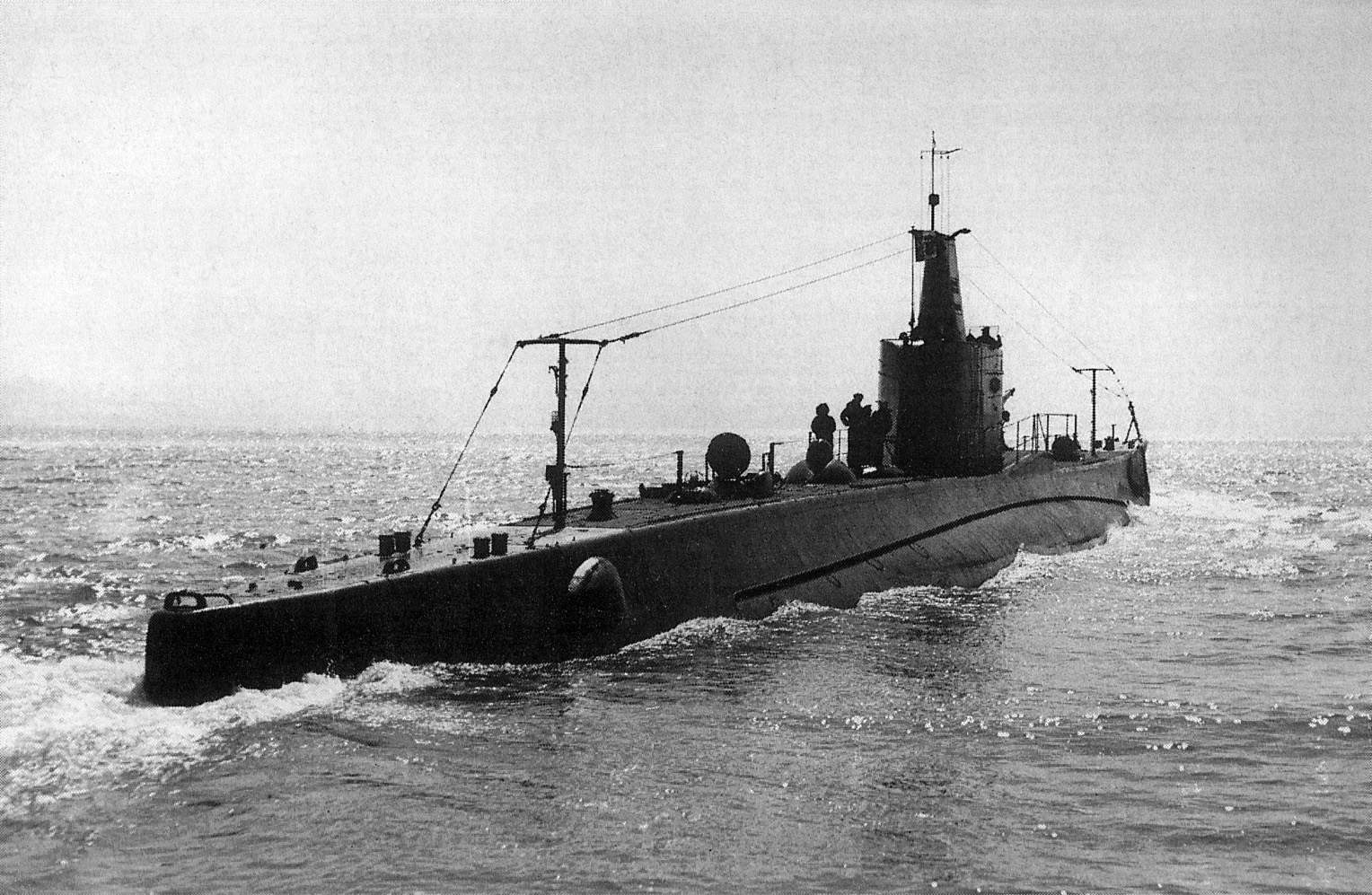
K útoku na New York měla miniponorku třídy CA přepravit oceánská ponorka Leonardo da Vinci

Po příjetí člunů CA1 a CA2 do služby v dubnu 1938 začalo jejich testování v Benátské laguně. Zkoušky prokázaly jejich nevhodost pro původně zamýšlené nasazení proti nepřátelským plavidlům. Poté byly oba čluny odzbrojeny a uloženy do skladu.
Po vypuknutí druhé světové války začala zvláštní jednotka Královského námořnictva Xª Flottiglia MAS (10. flotila torpédových člunů, zvaná též Decima MAS) provádět speciální operace proti spojeneckým přístavům. Angelo Belloni a Eugenio Wolk začaly rozvíjet koncept využití miniponorek k průniku do nepřátelských přístavů a podminování tamních plavidel s využitím žabích mužů. Požadavek Decima MAS na přidělení miniponorek třídy CB byl zamítnut, ale jako náhradu v září 1941 získala reaktivované čluny CA1 a CA2. Upravené čluny byly úspěšně testovány od listopadu 1941 a února 1942. Testy pokračovaly i během léta 1942. Decima MAS na jejich základě objednala dvě další miniponorky druhé série, od počátku postavené pro její operace.
Vedení Decima MAS považovalo za nejlepší nasazení člunů proti přístavům na pobřeží Atlantiku. Předpokládalo totiž, že budou slaběji střežené. V červenci 1942 byla miniponorka CA2 vlakem přepravena na základnu BETASOM v Bordeaux. Na její nosič byla upravena, z francouzských přístavů operující, oceánská ponorka Leonardo da Vinci. Prostor pro usazení miniponorky byl vytvořen na přídí v místě odstraněného kanónu. Zkoušky součinnosti ponorky Leonardo da Vinci a miniponorky CA2 začaly v září 1942. Zkoušky byly úspěšné, ale samotná akce byla odložena, než budou dokončeny čluny druhé série a zároveň získany podrobnější informace o cílech. Ponorka Leonardo da Vinci se mezitím vrátila do běžné služby. Operace se měla uskutečnit v prosinci 1943. Za cíl operace byl zvolen New York (zvažován byl i západoafrický Freetown). Mateřská ponorka měla miniponorku přepravit do ústí řeky Hudson. Ta by vlastními silami doplula k zakotveným nákladním lodím, na které by žabí muži připevnili přísavné miny. Následovat měl návrat k mateřské ponorce. V případě úspěchu by tato operace měla především propagandistický význam. Uskutečnění akce zbránilo potopení mateřské ponorky Leonardo da Vinci v květnu 1943 a italská kapitulace v září 1943.